# La Llosa
La Llosa (auch: La Llosa de la Plana oder La Llosa d’Almenara) ist eine Gemeinde (Municipio) mit 1.042 Einwohnern (Stand: 2024) in der Provinz Castellón der Autonomen Gemeinschaft Valencia in Spanien. 

## Geografie
La Llosa befindet sich etwa 27 Kilometer westsüdwestlich von Castellón de la Plana in einer Höhe von ca. 20 m an der Mittelmeerküste. Die Autovía A-7 und die Autopista AP-7 führen durch die Gemeinde. Nahe der Mittelmeerküste befindet sich auch ein Flugplatz für Ultraleichtflugzeuge.

## Bevölkerungsentwicklung
| Jahr      | 1970 | 1981 | 1991 | 2001 | 2011 | 2021 |
| Einwohner | 887  | 976  | 957  | 908  | 949  | 980  |

## Sehenswürdigkeiten

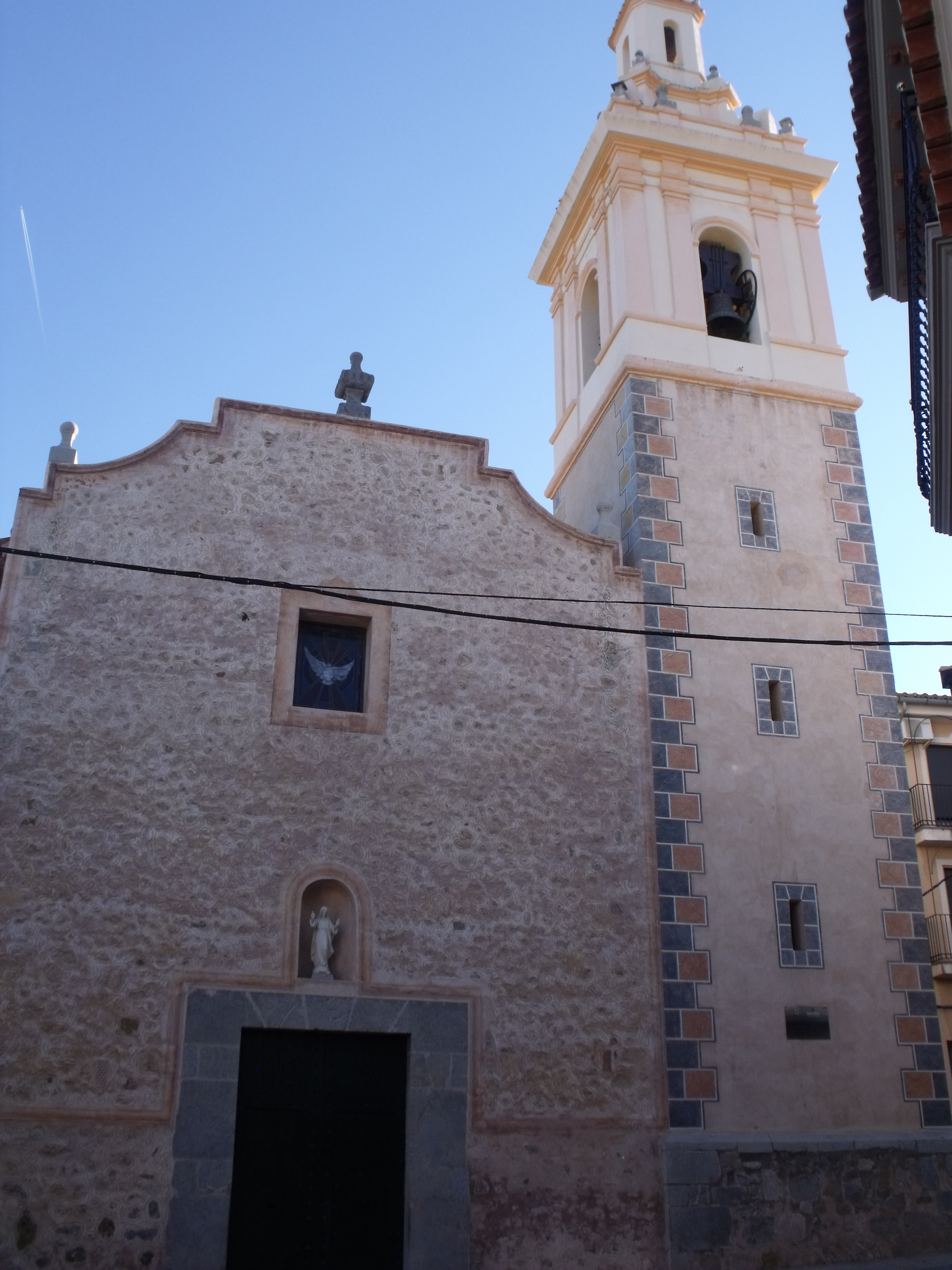
Reste der alten Burg
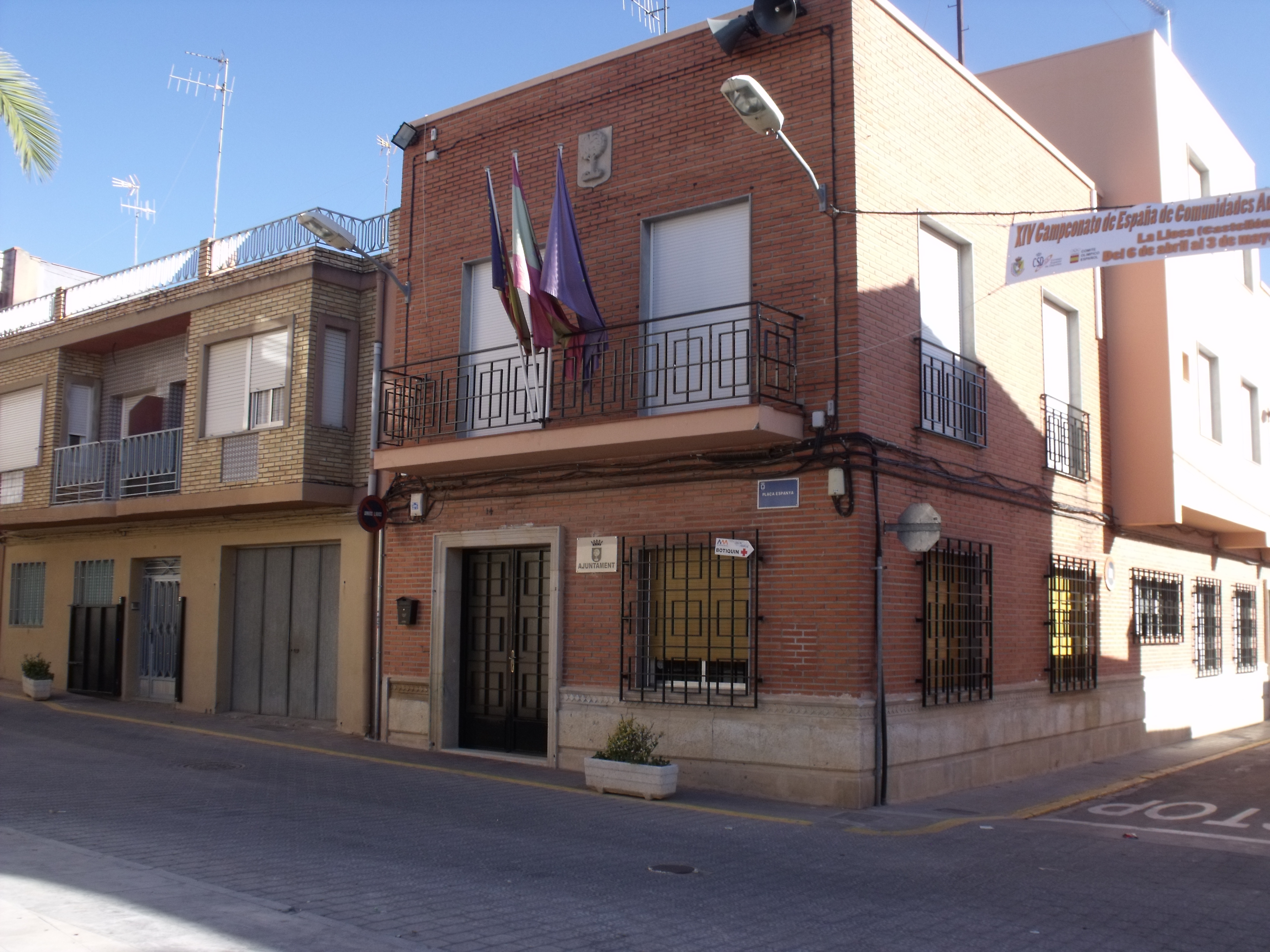
Salvatorkirche

- Salvatorkirche
- Rathaus